# Gambit (revistă)
Gambit este o revistă română de șah.
Revista a fost fondată, în anul 1994, de mare maestră internațională Elisabeta Polihroniade.